# بالتیمور هایلند (مریلند)
بالتیمور هایلند (به انگلیسی: Baltimore Highlands) یک منطقهٔ مسکونی در ایالات متحده آمریکا است که در شهرستان بالتیمور، مریلند واقع شده‌است. بالتیمور هایلند ۴٫۷ کیلومتر مربع مساحت و ۷٬۰۱۹ نفر جمعیت دارد.